# Jalen Wilson
Jalen Derale Wilson (Arlington, 4 novembre 2000) è un cestista statunitense, professionista nella NBA con i Brooklyn Nets.

## Carriera
Dopo aver trascorso la carriera universitaria con i Kansas Jayhawks, con cui ha vinto un titolo NCAA e un Julius Erving Award, nel 2023 viene selezionato al Draft NBA con la cinquantunesima scelta assoluta dai Brooklyn Nets, che lo firmano con un two-way contract.

## Statistiche

### College
| Anno       | Squadra         | PG  | PT | MP   | TC%  | 3P%  | TL%  | RP  | AP  | PRP | SP  | PP   |
| ---------- | --------------- | --- | -- | ---- | ---- | ---- | ---- | --- | --- | --- | --- | ---- |
| 2019-2020  | Kansas Jayhawks | 2   | 0  | 1,0  | 0,0  | 0,0  | -    | 0,0 | 0,0 | 0,0 | 0,0 | 0,0  |
| 2020-2021  | Kansas Jayhawks | 29  | 26 | 28,6 | 41,4 | 33,3 | 63,0 | 7,9 | 2,0 | 0,4 | 0,3 | 11,8 |
| 2021-2022† | Kansas Jayhawks | 37  | 27 | 29,4 | 46,1 | 26,3 | 72,2 | 7,4 | 1,8 | 0,9 | 0,4 | 11,1 |
| 2022-2023  | Kansas Jayhawks | 36  | 36 | 35,4 | 43,0 | 33,7 | 79,9 | 8,3 | 2,2 | 0,9 | 0,5 | 20,1 |
| Carriera   | Carriera        | 104 | 89 | 30,6 | 43,4 | 31,6 | 73,2 | 7,7 | 2,0 | 0,8 | 0,4 | 14,2 |

### NBA

#### Regular Season
| Anno      | Squadra       | PG  | PT | MP   | TC%  | 3P%  | TL%  | RP  | AP  | PRP | SP  | PP  |
| --------- | ------------- | --- | -- | ---- | ---- | ---- | ---- | --- | --- | --- | --- | --- |
| 2023-2024 | Brooklyn Nets | 43  | 3  | 15,4 | 42,5 | 32,4 | 82,6 | 3,0 | 1,0 | 0,3 | 0,1 | 5,0 |
| 2024-2025 | Brooklyn Nets | 79  | 22 | 25,7 | 39,7 | 33,7 | 81,8 | 3,4 | 1,8 | 0,5 | 0,1 | 9,5 |
| Carriera  | Carriera      | 122 | 25 | 22,1 | 40,3 | 33,5 | 82,0 | 3,3 | 1,6 | 0,4 | 0,1 | 7,9 |

### G League
| Anno      | Squadra          | PG | PT | MP   | TC%  | 3P%  | TL%  | RP  | AP  | PRP | SP  | PP   |
| --------- | ---------------- | -- | -- | ---- | ---- | ---- | ---- | --- | --- | --- | --- | ---- |
| 2023-2024 | Long Island Nets | 22 | 22 | 33,0 | 47,1 | 38,0 | 74,5 | 7,6 | 3,2 | 0,5 | 0,4 | 19,3 |
| Carriera  | Carriera         | 22 | 22 | 33,0 | 47,1 | 38,0 | 74,5 | 7,6 | 3,2 | 0,5 | 0,4 | 19,3 |

## Palmarès
- Campionato NCAA: 1

Kansas Jayhawks: 2022
- Julius Erving Award (2023)